# Fülöp-szigeteki kereszténység
A Fülöp-szigetek a Föld negyedik legnagyobb keresztény országa, a keresztények aránya a népességben 84 százalék körül mozog. A maradékot főleg muszlimok adják, akik a déli szigeten, Mindanaón laknak leginkább.
A 2020-as népszámlálás szerint a népesség legalább 84%-a keresztény; ebből körülbelül 79 % a római katolikus egyházhoz tartozik, míg a maradék főleg az Iglesia ni Cristohoz, a Fülöp Független Egyházhoz, a Jehova Tanúihoz, a Hetednapi Adventista Egyházhoz, a pünkösdi-karizmatikusokhoz, továbbá más felekezetekhez.
1980-as és 2000-es adatok
a lakosság %-ban:
- Katolikus:
- 85% - 1980
- 80,9% - 2000

- Protestáns és egyéb keresztény:
- 3% - 1980
- 9,5%  -  2000

(forrás: Nation Master és Magyar Katolikus Lexikon)

## Előzmény

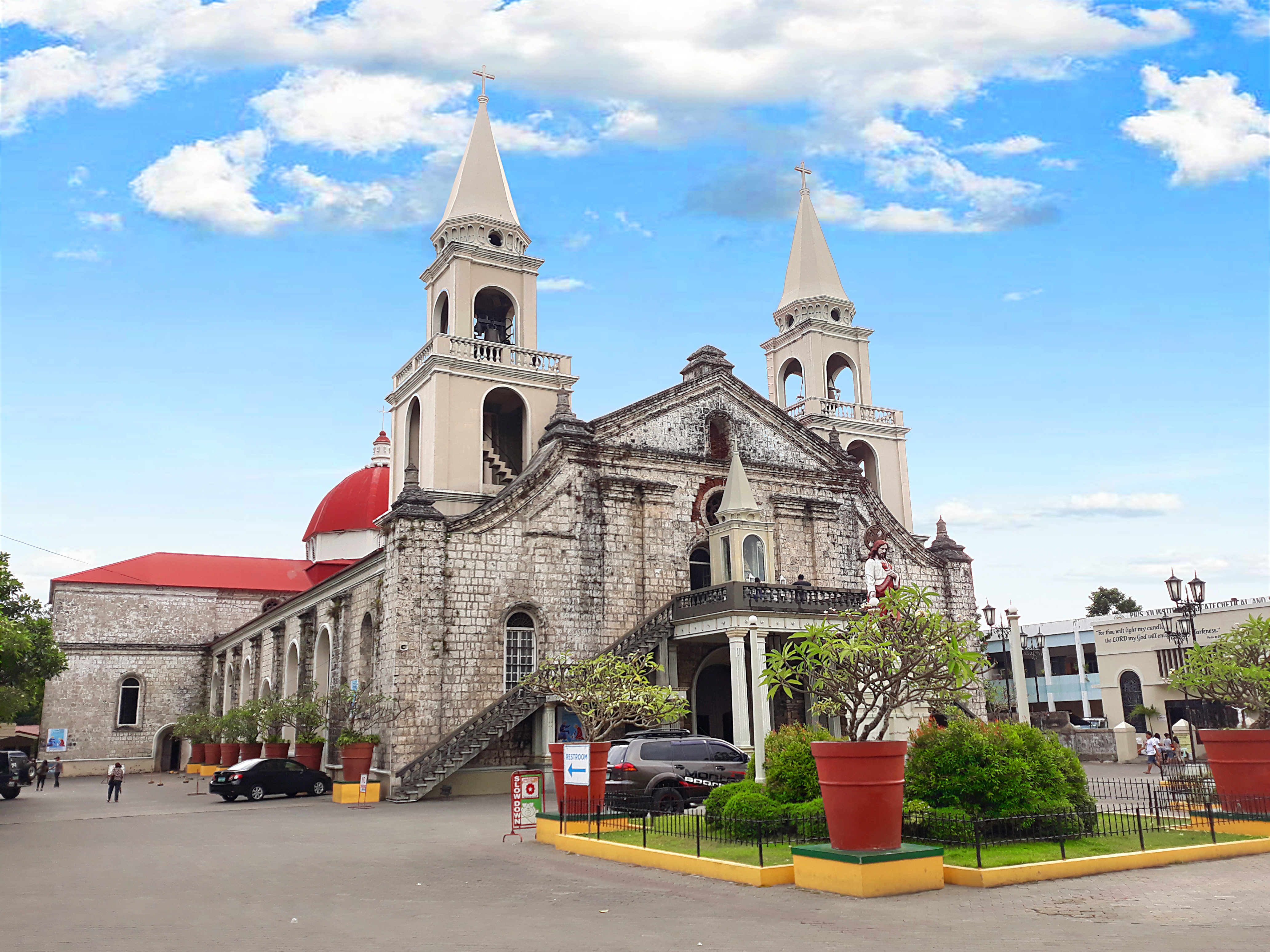
Jaro katedrálisa, Iloilo City

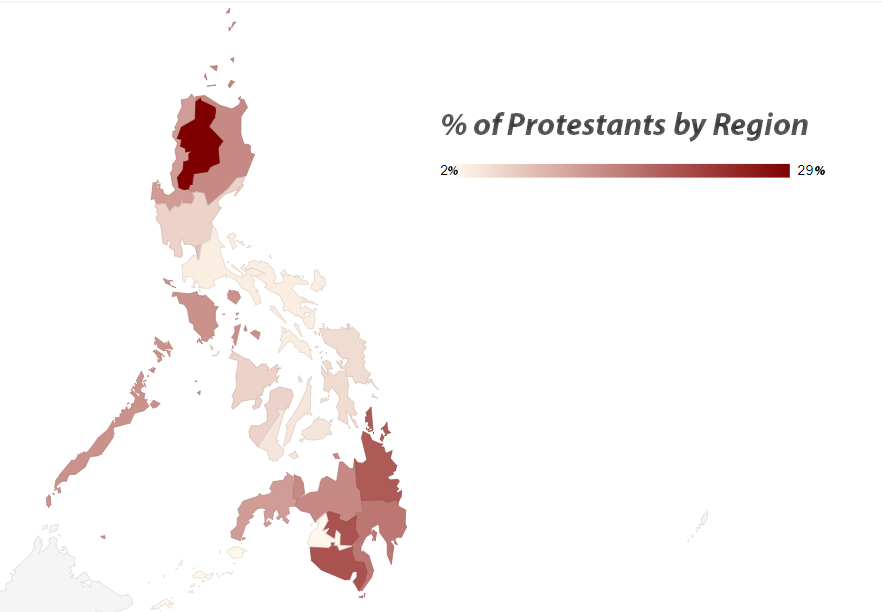
A protestánsok aránya

Magellán Föld körüli útja során Cebu szigetén kötött ki. A szigeten felállítottak egy keresztet. A nagy portugál felfedezőt nemsokára megölték a szomszédos Lapu-Lapu szigeten. Az indiai származású bennszülött uralkodó viszont hamarosan megkeresztelkedett nyolcszáz alattvalójával együtt. Halála után felnyitották ennek a királynak sírját, és meglepetten látták, hogy teste mumifikálódott, és egy Krisztus-szobrot ölel. A hír népi jámborságot váltott ki, és a Magellán-kereszt a filippínók megtérésének jelképe lett. Az első szentmisét Samar szigetén 1521-ben március 31-én tartották meg.

## Története
1577-ben a ferencesek visitas néven alakítottak iskolákat, ahol gazdasági és kulturális ismereteket oktattak. 1581-ben érkeztek a jezsuiták, akik 1589-től kollégiumokban neveltek fiúgyermekeket. 1587-ben a domonkosok jöttek a szigetekre, akik a Szent Tamás kollégiumot alapították 1661-ben, amely ma a világ legnagyobb egyeteme. 1593-ban kiadták az első könyvet, a Doktrina Kristianát. Az első filippínó szent, Lorenzo Ruiz, Japánban halt mártírhalált 1637. szeptember 29-én. 1776-ban felszámolták itt is a jezsuita missziót, el kellett hagyniuk az országot. A misszionáriusok olyan eredményesek voltak, hogy a 19. század végére az ország nagyobbik része kereszténnyé vált. Egy spanyolok elleni forradalom miatt azonban távozni kellett a spanyol papoknak is az országból. Kis időre amerikai befolyás alatt protestáns papok érkeztek. A 20. század elején kinevelődött a filippínó papság, ami mára azt hozta, hogy az egész papi hierarchia filippínó. II. János Pál pápa 1981-ben és 1994-ben is meglátogatta az ország keresztényeit.

## Keresztrefeszítések
San Fernandóban, Santa Luciában és San Juanban húsvétkor önkéntes keresztrefeszítéseket tartanak, amelyeken átlagosan húszan vesznek részt. A helyszínre vezető úton hátukat véresre korbácsoló fiatalok is kísérik a résztvevőket. Egy dán férfi, Lasse Spang Olasen a helyszínen dokumentumfilmet készített, ennek során ő is kipróbálta. Élményéről kérdezve azt állította, "fantasztikus, mindenkinek ajánlom...". A bennszülöttek között csúcstartó is van, aki 31-szer feszítette már keresztre magát. A keresztrefeszítések önkéntes jellegűek, az egyház nem javasolja, nem tartja helyesnek a vezeklésnek ezt a módját, de nem is ellenzi, lelkiismeretükre bízza. A turistairodák úgy nyilatkoznak, hogy van, aki csak ezért jön az országba, hogy lássa ezt az önkéntes ceremóniát.